# Lesbates carissima
Lesbates carissima är en skalbaggsart som beskrevs av Dillon 1945. Lesbates carissima ingår i släktet Lesbates och familjen långhorningar. Inga underarter finns listade i Catalogue of Life.